# 진영욱
진영욱(1951년 11월 13일 ~ , 서울특별시)은 한화손해보험 부회장을 지낸 대한민국의 기업인이자, 제2대 한국정책금융공사 사장이다.

## 학력
- 경기고등학교
- 서울대학교 경제학과 경제학 학사
- 서울대학교 행정대학원 석사
- 미국 텍사스 대학교 오스틴 경영대학원 경영학 석사

## 경력
- 제16회 행정고시 합격
- 재정경제부 자금시장과 과장
- 재정경제부 국제금융담당관
- 재정경제부 금융정책과 과장
- 재정경제부 본부국장
- 한화증권 대표이사 사장
- 한국증권업협회 이사
- 신동아화재해상보험 대표이사 사장
- 한화손해보험 부회장
- 한국증권업협회 자율규제위원회 위원
- 한국투자공사 사장
- 제2대 한국정책금융공사 사장